# Laîche de Bourbon
Carex borbonica
Espèce
Classification phylogénétique
Statut de conservation UICN

 LC  : Préoccupation mineure
La laîche de Bourbon (Carex borbonica) est une espèce de plantes à fleurs de la famille des cypéracées. Elle est endémique de l'île de La Réunion, département d'outre-mer français dans le sud-ouest de l'océan Indien.